# Срби у Њемачкој
Срби, као и остали народи са подручја бивше Југославије који су мигрирали у Њемачку, интегрисани су у њемачко друштво.

## Број Срба у Њемачкој
Између 1970. и 1990, Срби су већином мигрирали према државама са њемачким говорним подручјем.
Данас, преко милион Срба прве, друге и треће генерације живи у Аустрији, Швајцарској, Лихтенштајну и Њемачкој.
О броју Срба у Њемачкој постоје различити подаци. Већина Срба и њихових потомака живи у Њемачкој, то је негде око 700.000 до 800. 000 хиљада. Према подацима Немачке владе из 2008. године, живи око 400.000 особа српске националности са држављанствима Србије, Босне и Херцеговине и Црне Горе. Наводи се у извештају из уреда за миграцију и избјеглице Српска дијаспора на тлу Немачке је бројна и према незваничним подацима броји око 500. 000 чланова. У Немачкој покрајини Хесен живе по последњем попису, крајем 2018. године, 50 000 Срба а велики број има немачко држављанство, тако да је популација много бројнија. У граду Франкфурту живи преко 15.000 наших грађана. Оно што је многе додатно изненадило јесте откуда толики број наших грађана који живе у иностранству. Међутим, званичне бројке показују да је ово тек делић оних који „парче хлеба” покушавају да зараде ван граница Србије.
Према подацима из јануара 2023. у Њемачкој је у српским школама било 2292 ученика.

## Процеси имиграције Срба у Њемачку
Послије Другог свјетског рата и за вријеме 1950.- тих, мање групе имиграната се досељавају у Њемачку. Те групе су већином чинили хрватски националисти и српски монархисти који су бјежали од новостворене комунистичке власти у Југославији.
Почетком 1960.- тих из Југославије у Њемачку пристижу радници. Убрзо по доласку они, као и остали народи са подручја СФРЈ, почињу да се идентификују као Југословени и стварају југословенске заједнице. Већина их је стигла као обучени радници и веома су се брзо уклопили у њемачко друштво.
Распад Југославије је резултовао и драстичним регруписањем дијаспоре. Растући национализам у Југославији подијелио је и југословенску дијаспору по етничким линијама.

## Познате личности
- Миодраг Дамјановић, четнички емигрант
- Светислав Иван Петровић, глумац
- Ђорђе Андрејевић Кун, ликовни уметник рођен у Њемачком царству (данас Пољска)
- Гојко Митић, глумац
- Златан Аломеровић, фудбалер
- Дејан Јањатовић, фудбалер
- Слободан Комљеновић, фудбалер
- Марко Марин, фудбалер.[10]
- Звјездан Мисимовић, фудбалер
- Андреа Петковић, тенисерка
- Невен Суботић, фудбалер
- Бранко Томовић, глумац
- Давид Вржогић, фудбалер
- Марко Ђурђевић, илустратор, концептуални уметник и стрип цртач
- Михаел Ренсинг, фудбалер
- Волфганг Нешковић, политичар
- Муамер Хукић, кик-боксер
- Марко Станковић, боксер[11]
- Лазар Самарџић, фудбалер
- Јан Карло Симић, фудбалер